# Phanaeus dzidoi
Phanaeus dzidoi là một loài bọ cánh cứng trong họ Bọ hung (Scarabaeidae).